# Lorenz-Kurve

Anwendung der Lorenz-Kurve zur Veranschaulichung der Einkommensverteilung: Beispielsweise verfügen (in der durchgezogenen Kurve) die ärmsten 50 % der Haushalte über zirka 27 % des gesamten Einkommens; die ärmsten 80 % verfügen hier dementsprechend über etwa 60 % des Einkommens. Natürlich lässt sich daraus auch ablesen, dass die restlichen 40 % des Einkommens auf die reichsten 20 % der Haushalte entfallen. Die gestrichelte Kurve stellt eine noch ungleichere Einkommensverteilung dar. Hier verfügen die ärmeren 50 % nur über ca. 15 % des Einkommens.

Die Lorenz-Kurve (auch: Lorenzkurve) wurde 1905 vom US-amerikanischen Statistiker und Ökonomen Max Otto Lorenz (1876–1959) entwickelt. Sie stellt statistische Verteilungen grafisch dar und veranschaulicht dabei das Ausmaß an Disparität (Ungleichheit) beziehungsweise relativer Konzentration innerhalb der Verteilung. Deshalb wird sie auch als Disparitätskurve bezeichnet. Amtliche Statistiken nutzen die Lorenz-Kurve, um die Einkommensverteilung in einem Land zu verdeutlichen. Grundlage dieser Berechnungen ist eine Liste der von links nach rechts aufsteigend sortierten Einzeleinkommen oder Einzelvermögen (siehe auch: Pen’s Parade).

## Aufbau und Erläuterung
Die Lorenz-Kurve ist eine Funktion im Einheitsquadrat des 1. Quadranten. Sie stellt dar, welche Anteile der gesamten Merkmalssumme auf welche Anteile der Grundmenge mit {\displaystyle n} Merkmalsträgern entfallen. So werden auf der {\displaystyle x}-Achse (Abszisse) die Anteile an der Gesamtheit der Merkmalsträger (zum Beispiel Bevölkerung), auf der {\displaystyle y}-Achse (Ordinate) die Anteile an der gesamten Merkmalssumme (beispielsweise Einkommen) abgetragen. Zunächst werden die Daten dafür aufsteigend sortiert – beginnend mit dem geringsten Anteil an der Merkmalssumme – und dann kumuliert (summiert). Dadurch entsteht der charakteristische „Bauch“ der Lorenz-Kurve unterhalb der Diagonalen, welcher das Maß der Ungleichverteilung wiedergibt. Jeder Punkt auf der Lorenz-Kurve steht für eine Aussage wie „die unteren 20 % aller Haushalte beziehen 10 % des Gesamteinkommens“ (siehe: Paretoprinzip). Eine perfekte Einkommensgleichverteilung wäre eine Einkommensverteilung, bei der alle Personen das gleiche Einkommen besitzen. In diesem Falle würden stets die unteren {\displaystyle N\,\%} der Gesellschaft {\displaystyle N\,\%} des Einkommens haben. Dies lässt sich anschaulich durch eine Gerade {\displaystyle y=x} darstellen. Man nennt sie perfekte Gleichverteilungsgerade (line of perfect equality). Dagegen wäre die perfekte Ungleichverteilung eine Verteilung, bei der eine Person über das gesamte Einkommen verfügt und alle anderen Personen kein Einkommen beziehen. In diesem Fall wäre die Kurve {\displaystyle y=0=0\,\%} für alle {\displaystyle x<1=100\,\%} und {\displaystyle y=1=100\,\%} bei {\displaystyle x=1=100\,\%}. Diese Kurve wird als perfekte Ungleichverteilungsgerade (line of perfect inequality) bezeichnet.
Der Gini-Koeffizient ist der Anteil der Fläche zwischen der perfekten Gleichverteilungsgerade und der beobachteten Lorenz-Kurve an der Fläche unter der Gleichverteilungsgerade. Der Gini-Koeffizient ist damit eine Zahl zwischen 0 und 1, je höher er ist, desto ungleicher ist die Verteilung.

## Berechnung

### Diskreter Fall
Die Lorenz-Kurve ist als abschnittsweise lineare Kurve (d. h. als Polygonzug) durch die Punkte {\displaystyle (0\vert 0),\left(u_{1}\vert v_{1}\right),\left(u_{2}\vert v_{2}\right),\ldots ,\left(u_{n}\vert v_{n}\right),(1\vert 1)} definiert. Sind die {\displaystyle x_{j}} Anteile an der Gesamtheit der Merkmalsträger und die {\displaystyle y_{j}} Anteile an der gesamten Merkmalssumme, so sind die Koordinaten der Punkte für {\displaystyle i=1,\ldots ,n} definiert mit:
{\displaystyle u_{i}=\sum \limits _{j=1}^{i}x_{j}}
und
{\displaystyle v_{i}=\sum \limits _{j=1}^{i}y_{j}}

### Stetiger/Kontinuierlicher Fall

#### Generell
Die Lorenz-Kurve kann häufig durch eine Funktion {\displaystyle L(F)} dargestellt werden, wobei {\displaystyle F} auf der Abszisse und {\displaystyle L} auf der Ordinate abgetragen wird.
Für eine Population der Größe {\displaystyle n} mit einer Folge von Werten {\displaystyle y_{i}}, {\displaystyle i=1,2,\ldots ,n}, die nach aufsteigender Reihenfolge indiziert werden {\displaystyle \left(y_{i}\leq y_{i+1}\right)}, ist die Lorenz-Kurve die stetige, abschnittsweise lineare Funktion, die die Punkte ({\displaystyle F_{i}}, {\displaystyle L_{i}}), {\displaystyle i=0,1,\ldots ,n} verbindet, wobei {\displaystyle F_{0}=0}, {\displaystyle L_{0}=0} ist und für {\displaystyle i=1,2,\ldots ,n}:
{\displaystyle F_{i}={\frac {i}{n}}}
{\displaystyle S_{i}=\sum \limits _{j=1}^{i}y_{j}}
{\displaystyle L_{i}={\frac {S_{i}}{S_{n}}}}
Dabei nennt man {\displaystyle S_{i}} auch Lorenz-Asymmetrie-Koeffizient.
Für eine diskrete Wahrscheinlichkeitsfunktion {\displaystyle f(y)} seien {\displaystyle y_{i}}, {\displaystyle i=1,2,\ldots ,n}, die Punkte mit Non-/Nicht-Null-Wahrscheinlichkeiten nach steigender Reihenfolge indiziert {\displaystyle \left(y_{i}<y_{i+1}\right)}. Die Lorenz-Kurve ist die stetige, abschnittsweise definierte, lineare Funktion, welche die Punkte ({\displaystyle F_{i}}, {\displaystyle L_{i}}), {\displaystyle i=0,1,\ldots ,n}, miteinander verbindet, wobei {\displaystyle F_{0}={0}}, {\displaystyle L_{0}=0} ist und für {\displaystyle i=1,2,\ldots ,n} gilt:
{\displaystyle F_{i}=\sum \limits _{j=1}^{i}f(y_{j})}
{\displaystyle S_{i}=\sum \limits _{j=1}^{i}f(y_{j})\cdot y_{j}}
{\displaystyle L_{i}={\frac {S_{i}}{S_{n}}}}
Für die Laplace-Verteilung, das heißt {\displaystyle f(y_{i})={\frac {1}{n}}} für alle {\displaystyle i=1\ldots ,n}, erhält man genau die oben genannten Formeln für {\displaystyle F_{i}} und {\displaystyle L_{i}}.
Für eine Wahrscheinlichkeitsdichtefunktion {\displaystyle f(x)} mit der kumulierten Wahrscheinlichkeitsverteilungsfunktion {\displaystyle F(x)} ist die Lorenz-Kurve {\displaystyle L[F(x)]} definiert durch:
{\displaystyle L[F(x)]={\frac {\int \limits _{-\infty }^{x}t\cdot f(t)\,\mathrm {d} t}{\int \limits _{-\infty }^{\infty }t\cdot f(t)\,\mathrm {d} t}}\,={\frac {\int \limits _{-\infty }^{x}t\cdot f(t)\,\mathrm {d} t}{\mu }}}
wobei μ der Erwartungswert der Verteilung ist. Für eine kumulierte Verteilungsfunktion {\displaystyle F(x)} mit der Umkehrfunktion {\displaystyle x(F)} ist die Lorenz-Kurve {\displaystyle L(F)} gegeben durch:
{\displaystyle L(F)={\frac {\int \limits _{0}^{F}x(F_{1})\,\mathrm {d} F_{1}}{\int \limits _{0}^{1}x(F_{1})\,\mathrm {d} F_{1}}}}
Die Umkehrfunktion {\displaystyle x(F)} könnte nicht existieren, da die kumulierte Verteilungsfunktion Sprungstellen (Unstetigkeitsstellen) oder Intervalle konstanter Werte aufweist. Die vorherige Gleichung behält ihre Gültigkeit, wenn man allgemeiner {\displaystyle x(F_{1})} durch folgende Formel definiert:
{\displaystyle x(F_{1})=\inf \left\{y\colon F(y)\geq F_{1}\right\}}

#### Gastwirths Definition
Betrachtet werde eine nichtnegative Zufallsvariable {\displaystyle X} mit der dazugehörigen normierten Quantilsfunktion {\displaystyle Q^{*}}. Nach Joseph Lewis Gastwirth wird die Abbildung
{\displaystyle {\begin{aligned}L\colon [0,1]\rightarrow &[0,1]\\\alpha \mapsto &L(\alpha )=\int \limits _{0}^{\alpha }Q^{*}({\tilde {\alpha }})\mathrm {d} {\tilde {\alpha }}\end{aligned}}}
als (stetige) Lorenz-Kurve von {\displaystyle X} oder zur Verteilung von {\displaystyle X} bezeichnet.

## Eigenschaften
Die Lorenz-Kurve hat folgende Eigenschaften:
- Sie beginnt stets im Koordinatenursprung {\displaystyle (0\vert 0)} und endet im Punkt {\displaystyle (1\vert 1)}.
- Die Ableitung der Kurve ist monoton steigend, weshalb die Kurve selber konvex ist und unterhalb der Diagonalen liegt.
- Die Lorenzkurve ist stetig auf dem offenen Intervall {\displaystyle (0,1)}, im diskreten Fall sogar stückweise linear.

Die Lorenz-Kurve ist für einen Mittelwert der Wahrscheinlichkeitsverteilung von null oder unendlich nicht definiert.
Die Lorenz-Kurve für eine Wahrscheinlichkeitsverteilung ist eine stetige Funktion. Aber Lorenz-Kurven unstetiger Funktionen können als Grenzwert (Limes) der Lorenz-Kurven der Wahrscheinlichkeitsverteilungen formuliert werden – wie beispielsweise die perfekte Ungleichheitsgerade (line of perfect inequality).
Die Daten einer Lorenz-Kurve können durch den Gini-Koeffizienten und den Lorenz-Asymmetrie-Koeffizienten zusammengefasst werden.
Die Lorenz-Kurve ist invariant unter positiver Skalierung. Falls {\displaystyle X} eine Zufallsvariable ist, so besitzt die Zufallsvariable {\displaystyle c\cdot X} für jede positive Zahl {\displaystyle c} die gleiche Lorenz-Kurve wie {\displaystyle X}, wobei man unter der Lorenzkurve einer Zufallsvariablen natürlich diejenige der zugehörigen Verteilung versteht.
Die Lorenz-Kurve ist nicht invariant unter Translationen, das heißt unter einer konstanten Verschiebung der Werte. Ist {\displaystyle X} eine Zufallsvariable mit einer Lorenz-Kurve {\displaystyle L_{X}(F)} und dem Mittel {\displaystyle \mu _{X}} ist, dann erhält man für die Lorenz-Kurve {\displaystyle L_{X+c}(F)} der verschobenen Zufallsvariablen {\displaystyle X+c}, wobei {\displaystyle c\neq -\mu _{X}} eine feste Konstante sei, folgende Formel:
{\displaystyle F-L_{X+c}(F)={\frac {\mu _{X}}{\mu _{X}+c}}\cdot (F-L_{X}(F))}
Für eine kumulierte Verteilungsfunktion {\displaystyle F(x)} mit dem Mittelwert {\displaystyle \mu } und der (verallgemeinerten) Umkehrfunktion {\displaystyle x(F)} gilt für jedes {\displaystyle F} mit {\displaystyle 0<F<1\colon }
- Falls die Lorenz-Kurve differenzierbar ist, gilt:

{\displaystyle {\frac {\mathrm {d} L(F)}{\mathrm {d} F}}={\frac {x(F)}{\mu }}}
- Wenn die Lorenz-Kurve zweifach differenzierbar ist, dann existiert die Wahrscheinlichkeitsdichtefunktion {\displaystyle f(x)} in diesem Punkt und:

{\displaystyle {\frac {\mathrm {d} ^{2}L(F)}{\mathrm {d} F^{2}}}={\frac {1}{\mu \cdot f(x(F))}}}
- Falls {\displaystyle L(F)} stetig-differenzierbar ist, so ist die Tangente von {\displaystyle L(F)} parallel zur perfekten Gleichheitsgerade im Punkt {\displaystyle F(\mu )}. Dies ist auch der Punkt, in welchem die Gleichheitsdiskrepanz {\displaystyle F-L(F)}, der vertikale Abstand zwischen der Lorenz-Kurve und der perfekten Gleichheitsgerade, am größten ist. Die Größe der Diskrepanz ist gleich der Hälfte der relativen mittleren Abweichung:

{\displaystyle F(\mu )-L[F(\mu )]={\frac {\text{mittlere Abweichung}}{2\mu }}}
Die Lorenz-Kurve einer Zufallsvariablen {\displaystyle X} wird am Punkt {\displaystyle (0,5\vert 0,5)} gespiegelt, wenn man von {\displaystyle X} zu {\displaystyle -X} übergeht, das heißt mit oben eingeführten Bezeichnungen:
{\displaystyle L_{-X}(F)=1-L_{X}(1-F)}

### Extremfälle
Je gleichmäßiger die Merkmalssumme unter den Trägern verteilt ist, desto stärker nähert sich die Lorenz-Kurve der Diagonalen an. Im Extremfall der ökonomischen Gleichverteilung (statistische Einpunktverteilung) fällt sie mit ihr zusammen.
Im Falle größerer Disparität bewegt sich die Kurve nach unten in Richtung der Abszisse. Für den Extremfall der maximalen Ungleichverteilung (ein Merkmalsträger vereinigt die gesamte Merkmalssumme auf sich) verläuft die Lorenz-Kurve als Streckenzug auf der Abszisse bis {\displaystyle 1-{\tfrac {1}{n}}} und führt von dort zum Punkt {\displaystyle (1\vert 1)}.

### Stetig und diskret klassierte Daten
Welche Form die Lorenz-Kurve genau annimmt, hängt davon ab, welcher Art die Daten des Merkmals sind. Grundsätzlich sind stetige Daten (siehe Beispielbild oben) von diskreten Daten zu unterscheiden. Im zweiten Fall ist die Lorenzkurve ein Streckenzug durch die Punkte {\displaystyle \left(F_{j}\vert L_{j}\right)}.

## Messung der relativen Konzentration (Disparität)
Die Lorenz-Kurve bietet eine grafische Möglichkeit, das Ausmaß an Disparität innerhalb einer Verteilung zu betrachten. Je stärker sich die Kurve nach unten wölbt, desto größer die Disparität (siehe Abschnitt Extremfälle). Für den Fall, dass sich zwei Lorenz-Kurven schneiden, lässt sich anhand der Grafik jedoch nicht mehr eindeutig bestimmen, welche die größere Disparität aufweist. Auch ist die Messung mittels Grafik zu ungenau. Präzise Werte liefern dafür die Maßzahlen Gini-Koeffizient und Variationskoeffizient. Der Gini-Koeffizient steht dabei in einem direkten Zusammenhang mit der Lorenz-Kurve: Er ist das Zweifache der Fläche zwischen Lorenz-Kurve und Diagonale im Einheitsquadrat.

## Beispieltabelle für diskret klassierte Daten
Eine Datenerhebung habe für 5 Klassen, die mit einem Index {\displaystyle j=1,\ldots ,n} benannt seien, die relativen Häufigkeiten (Anteil der Merkmalsträger der Klasse {\displaystyle j} an der Gesamtheit der Merkmalsträger) {\displaystyle f_{j}} und die Anteile {\displaystyle h_{j}} der Merkmalssumme, die auf die Klasse {\displaystyle j} entfallen, der unten stehenden Tabelle ergeben.
Daraus ermitteln wir
- {\displaystyle F_{j}\colon } kumulierte (relative Häufigkeit),
- {\displaystyle L_{j}\colon } kumulierte (Disparität) {\displaystyle h_{j}}.

| Index {\displaystyle j} | Relative Häufigkeit {\displaystyle f_{j}} | Kumulierte relative Häufigkeit {\displaystyle F_{j}} | Disparität {\displaystyle h_{j}} | Kumulierte Disparität {\displaystyle L_{j}} |
| ----------------------- | ----------------------------------------- | ---------------------------------------------------- | -------------------------------- | ------------------------------------------- |
| 1                       | 0,2                                       | 0,2                                                  | 0,00                             | 0,00                                        |
| 2                       | 0,4                                       | 0,6                                                  | 0,05                             | 0,05                                        |
| 3                       | 0,1                                       | 0,7                                                  | 0,15                             | 0,20                                        |
| 4                       | 0,1                                       | 0,8                                                  | 0,30                             | 0,50                                        |
| 5                       | 0,2                                       | 1,0                                                  | 0,50                             | 1,00                                        |

Erläuterung:
Die Lorenz-Kurve entsteht, indem man {\displaystyle F_{j}} auf der Abszisse, {\displaystyle L_{j}} auf der Ordinate aufträgt und die Punkte durch einen Streckenzug verbindet.
Der Artikel zur Paretoverteilung enthält ein weiteres Beispiel für eine Lorenz-Kurve.

## Lorenz-Dominanz
Mittels der Lorenz-Dominanz kann das Verhältnis unterschiedlicher Lorenz-Kurven beschrieben werden. Für alle {\displaystyle x\in \mathbb {R} _{+}^{n}} ordnet der Vektor {\displaystyle {\hat {x}}=({\hat {x}}_{1},{\hat {x}}_{2},...,{\hat {x}}_{n})} die zugehörigen Koordinaten in nicht-absteigender Reihenfolge: {\displaystyle {\hat {x}}_{1}\leq {\hat {x}}_{2}\leq \ ...\ \leq {\hat {x}}_{n}}. Der Vektor {\displaystyle x\in \mathbb {R} _{+}^{n}} Lorenz-dominiert den Vektor {\displaystyle y\in \mathbb {R} _{+}^{n}} mit
{\displaystyle \sum \limits _{i=1}^{n}x_{i}=\sum \limits _{i=1}^{n}y_{i}}
sofern gilt: {\displaystyle \sum \limits _{i=1}^{p}{\hat {x}}_{i}\geq \sum \limits _{i=1}^{p}{\hat {y}}_{i}} für alle {\displaystyle p\in \{1,2,\ldots ,n-1\}} und {\displaystyle \sum \limits _{i=1}^{p}{\hat {x}}_{i}>\sum \limits _{i=1}^{p}{\hat {y}}_{i}} für mindestens ein {\displaystyle p}.
Diese Form wird auch als starke Lorenz-Dominanz bezeichnet. Dementsprechend Lorenz-dominiert ein Vektor {\displaystyle x} einen anderen Vektor {\displaystyle y}, sobald die zugehörige Lorenz-Kurve {\displaystyle L[F({\hat {x}})]} nicht unterhalb sowie mindestens einmal oberhalb der Lorenz-Kurve {\displaystyle L[F({\hat {y}})]} liegt. Eine Kurzschreibweise ist: {\displaystyle x\succ _{Lor}y}.

## Satz von Rothschild und Stiglitz
Gegeben seien zwei Verteilungen {\displaystyle \left(x_{1},\ldots ,x_{n}\right)} und {\displaystyle \left(x_{1}^{*},\ldots ,x_{n}^{*}\right)} mit {\displaystyle \sum x_{v}=\sum x_{v}^{*}}. Die Lorenz-Kurve von {\displaystyle \left(x_{1},\ldots ,x_{n}\right)} liegt genau dann oberhalb der Lorenz-Kurve von {\displaystyle \left(x_{1}^{*},\ldots ,x_{n}^{*}\right)}, wenn für jede symmetrische und quasikonvexe Funktion {\displaystyle F} gilt:
{\displaystyle F\left(x_{1},\ldots ,x_{n}\right)\leq F\left(x_{1}^{*},\ldots ,x_{n}^{*}\right)}
Folgerung: Wenn sich zwei Lorenz-Kurven schneiden, hängt es von der Wahl der jeweiligen symmetrischen und quasikonvexen Funktion {\displaystyle F} ab, welche der beiden Kurven als die mit der größeren Ungleichheit zu bezeichnen ist.

## Länge
Als Disparitätsmaß (Maß der relativen Konzentration) lässt sich auch die Lorenz-Kurven-Länge {\displaystyle L_{L}} anführen. Der Wertebereich ist {\displaystyle \mathbb {W} _{L_{L}}=\left\{L\in \mathbb {R} {\bigg \vert }{\sqrt {2}}\leq L\leq 2\right\}} für den Definitionsbereich gilt:
{\displaystyle \mathbb {D} _{L_{L}}=\left\{x\in \mathbb {R} \vert 0\leq x\leq 1\right\}}

### Diskreter Fall
Diese lässt sich – wie der Name bereits vermuten lässt – von der diskreten Lorenz-Kurve ableiten, indem die Längen der Streckenabschnitte kumuliert werden. Für die Länge der diskreten Lorenz-Kurve gilt:
{\displaystyle {\begin{aligned}L_{L}&={\sqrt {{\left(F\left(x_{1}\right)-F\left(x_{0}\right)\right)}^{2}+{\left(L\left(x_{1}\right)-L\left(x_{0}\right)\right)}^{2}}}+{\sqrt {{\left(F\left(x_{2}\right)-F\left(x_{1}\right)\right)}^{2}+{\left(L\left(x_{2}\right)-L\left(x_{1}\right)\right)}^{2}}}+\ldots +{\sqrt {{\left(F\left(x_{n}\right)-F\left(x_{n-1}\right)\right)}^{2}+{\left(L\left(x_{n}\right)-L\left(x_{n-1}\right)\right)}^{2}}}\\&=\sum \limits _{j=0}^{n-1}{\sqrt {{\left(F\left(x_{j+1}\right)-F\left(x_{j}\right)\right)}^{2}+{\left(L\left(x_{j+1}\right)-L\left(x_{j}\right)\right)}^{2}}}\end{aligned}}}
Dabei wird für jeden der Streckenabschnitte der euklidische Abstand für den Funktionsgraphen von {\displaystyle L(F)} verwendet.
Bei Gleichverteilung ist {\displaystyle L_{L}={\sqrt {1^{2}+1^{2}}}={\sqrt {2}}} Bei absoluter Konzentration auf lediglich einen einzigen Merkmalswert ist {\displaystyle L_{L}=1^{2}+1^{2}=2}

### Stetig differenzierbarer Fall
Die Länge der stetig differenzierbaren Lorenz-Kurve zwischen den Punkten {\displaystyle A(0\vert 0)} sowie {\displaystyle B(1\vert 1)} berechnet sich aus der ersten Ableitung der Lorenz-Kurven-Funktion {\displaystyle L(F)}, wie folgt:
{\displaystyle L_{L}(a)=\int \limits _{0}^{a}{\sqrt {1+\left[L'(F)\right]^{2}}}\cdot \mathrm {d} F}
mit {\displaystyle a\in [0,1]}.

## Anwendungen

### Wirtschaftswissenschaften
In der Ökonomie wird die Lorenz-Kurve zur grafischen Darstellung der kumulierten Verteilungsfunktion der empirischen Wahrscheinlichkeitsverteilung des Vermögens benutzt; sie ist ein Graph, der das Maß der Verteilung zeigt, die für die unteren {\displaystyle y\,\%} der Werte angenommen wird. Häufig wird sie dazu verwendet, um eine Einkommensverteilung darzustellen, wobei für die unteren {\displaystyle x\,\%} der Haushalte illustriert wird, wie groß der Anteil des Gesamteinkommens in {\displaystyle y\,\%} ist, den sie besitzen. Der Anteil der Haushalte wird auf der Abszisse abgetragen, der Anteil des Einkommens auf der Ordinate. Sie kann ebenfalls zur Darstellung der Einkommensverteilung verwandt werden. In diesem Sinne betrachten viele Ökonomen die Lorenz-Kurve als Maß sozialer Ungleichheit (soziales Ungleichheitsmaß). Sie wurde im Jahre 1905 von Max O. Lorenz zur Darstellung der Ungleichheit der Einkommensverteilung entwickelt.
Neben der Illustration der Einkommensverteilung wird die Lorenz-Kurve auch zur Darstellung von Marktmacht  oder räumlichen Verteilungen verwendet (vergleiche: Segregation).
Eine weitere Anwendung findet die Lorenz-Kurve in der logistischen ABC-Analyse, bei der die Lorenz-Kurve die Verteilung der Güter verdeutlicht, geordnet nach Klassifizierungseigenschaft (beispielsweise Wert) und Verbrauchsmenge.
Die Lorenz-Kurve lässt sich auch für Geschäftsmodelle verwenden – beispielsweise in den Konsumentenfinanzen, um die reale Nichtzahlung bei Fälligkeit (Delinquenz) {\displaystyle Y\,\%} von {\displaystyle X\,\%} der Konsumenten mit den schlechtesten vorhergesagten Risiko-/Kreditscores.

### Ökologie
Das Konzept der Lorenz-Kurve ist hilfreich für die Beschreibung der Ungleichheit zwischen den Anzahlen an Individuen in der Ökologie und in Forschungsstudien zur Biodiversität nutzt man es, indem man den kumulierten Anteilen an Tierarten die kumulierten Anteile an Individuen gegenüberstellt.

## Konzentration sowie Disparität
Die Disparität (Lorenz-Kurve) und (absolute) Konzentration (Konzentrationskurve) sind verwandte Maße, beschreiben aber unterschiedliche Dinge. Während die Lorenz-Kurve darstellt, welche Anteile der Merkmalssumme (Ordinate) auf welche Anteile an der Gruppe der Merkmalsträger (Abszisse) entfallen, stellt die Konzentrationskurve dar, welche Anteile der Merkmalssumme (Ordinate) auf welchen Merkmalsträger (Abszisse) entfallen. Das bedeutet, dass die Lorenz-Kurve Anteile mit Anteilen vergleicht, die Konzentrationskurve Anteile mit absoluten Zahlen (Abszisse). So können hohe Disparität und geringe Konzentration oder hohe Konzentration und geringe Disparität gleichzeitig auftreten. Folgendes Beispiel verdeutlicht die Frage:
Angenommen {\displaystyle x} Unternehmen teilen sich einen Markt. In der Tabelle werden die Fälle von hoher und geringer Disparität bzw. Konzentration mit (fiktiven) absoluten Zahlen durchgespielt:
|                      | Disparität hoch                                                                                     | Disparität gering                                                                                   |
| -------------------- | --------------------------------------------------------------------------------------------------- | --------------------------------------------------------------------------------------------------- |
| Konzentration hoch   | {\displaystyle \!\ x_{1}=90} {\displaystyle \!\ x_{2}=x_{3}=5}                                      | {\displaystyle \!\ x_{1}=34} {\displaystyle \!\ x_{2}=x_{3}=33}                                     |
| Konzentration gering | {\displaystyle \!\ x_{1}=\ldots =x_{400}=0{,}9} {\displaystyle \!\ x_{401}=\ldots =x_{1000}=0{,}01} | {\displaystyle \!\ x_{1}=\ldots =x_{400}=0{,}9} {\displaystyle \!\ x_{401}=\ldots =x_{1000}=0{,}89} |